# Groot Constantia

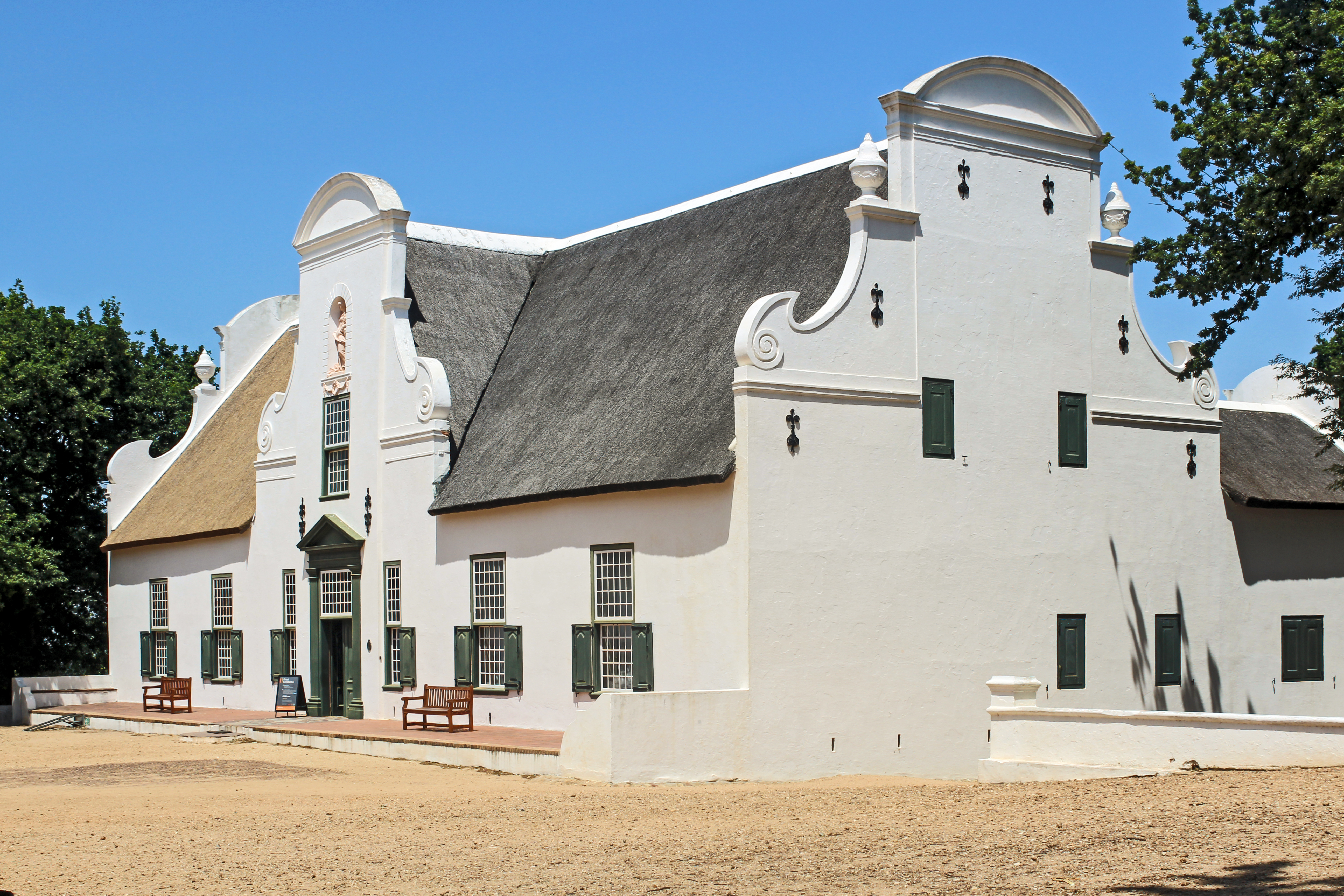
Groot Constantia

Groot Constantia is een wijnboerderij in Constantia in de Zuid-Afrikaanse stad Kaapstad. Op het terrein wordt al sinds 1684 wijn geproduceerd. Deze wijnen, onder andere Syrah en Merlot, behoren tot de beste ter wereld. Het gebouw, dat in Kaaps-Hollandse stijl is gebouwd, is een nationaal monument en een toeristische attractie.

## Geschiedenis
De boerderij werd in 1684 gesticht door Simon van der Stel. Hij was in 1679 door de VOC benoemd als gouverneur van Kaap de Goede Hoop. In 1685 werd het landgoed officieel aan hem toegekend, door bezoekend VOC-commissaris Hendrik van Rheede ter bevordering van de plantkunde en landbouw aan de Kaap.

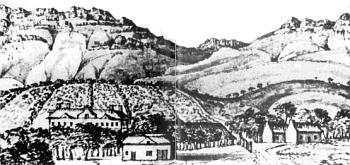
E.V. Stade. Tekening met Constantia. 1710. Kaapstad, Kaapse Archiefbewaarplek.

Van der Stel bouwde op zijn landgoed een U-vormig huis, waarschijnlijk van onbepleisterde baksteen, met een rieten dak. Toen Van der Stel in 1699 aftrad, ging hij permanent in Constantia wonen, waar hij in 1712 overleed.
In 1716 werd het landgoed in drie delen verkocht: Groot Constantia (met het huis), Klein Constantia (waar een nieuw huis op gebouwd werd) en Bergvliet. Olof Bergh en later Carel Georg Wieser (grondlegger van Groot Constantia als wijnboerderij) wisten de stijgende lijn door Van der Stel ingezet, voort te zetten, maar daarna ging het bergafwaarts. Toen Hendrik Cloete het in 1778 kocht, verkeerden huis en bedrijf zich in een slechte staat. Cloete saneerde beide in de letterlijke zin van het woord.
Ten eerste liet Cloete in het verlengde van het huis een wynkelder aanleggen, dat vanwege zijn neoclassieke vormen aan de architect Louis Michel Thibault toegeschreven wordt, hoewel daar geen bewijs voor is. Cloete liet zijn nieuwe wynkelder verfraaien door een weelderig barokke timpaan, gebeeldhouwd door Anton Anreith. Het stelt een allegorie op de wijn voor: een jeugdige Ganymedes, omringd door spelende putti. Hoewel het het jaartal 1791 draagt, is de wynkelder zelf waarschijnlijk enige jaren ouder.

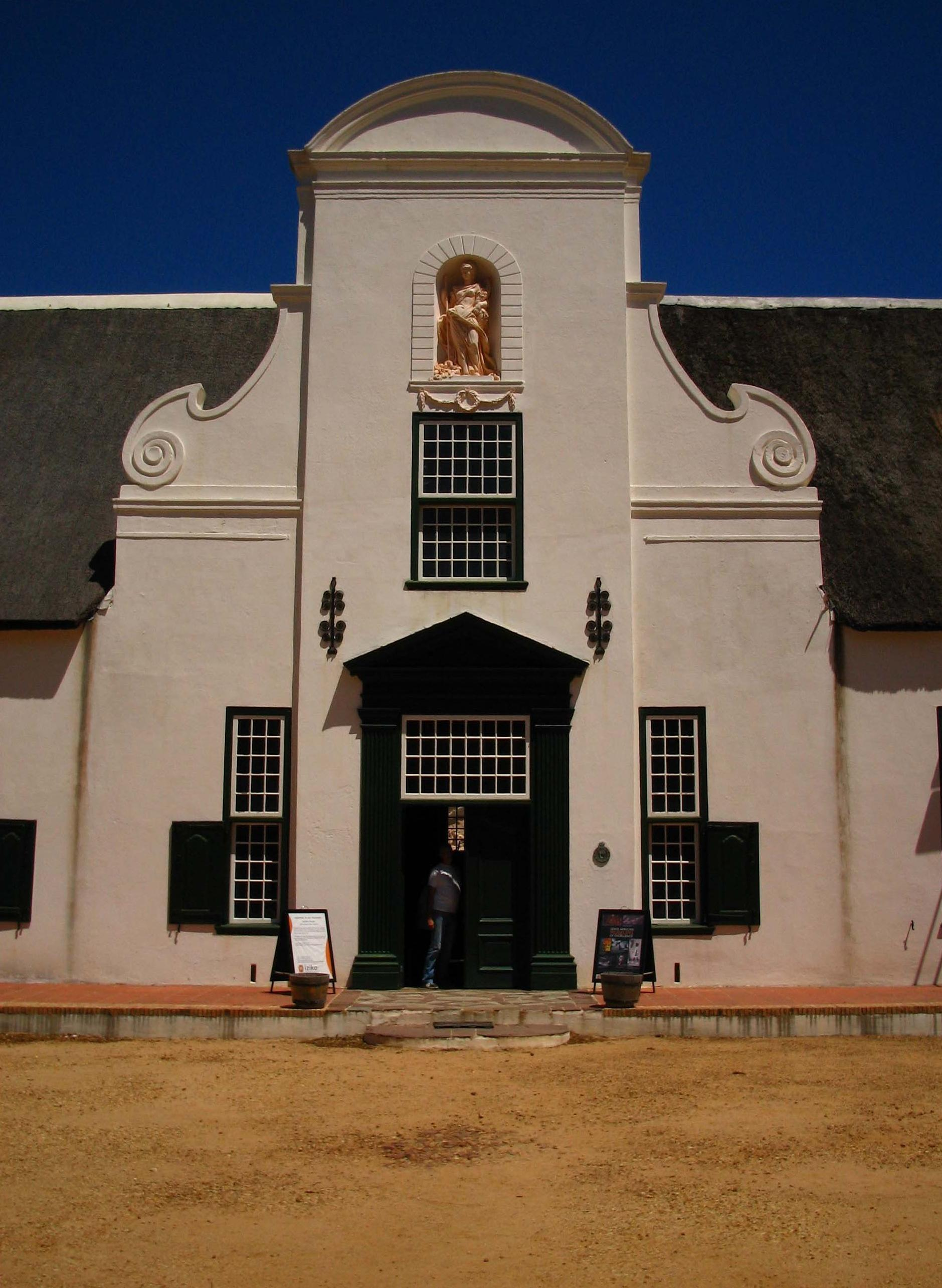
Siergevel van Groot Constantia met nisbeels van Overvloed. 2007. Foto.

Cloete vernieuwde ook het hoofdhuis ingrijpend. In de restauratie, onder leiding van F.K. Kendall, na de brand in 1925, is aan het licht gekomen hoe deze verbouwing tot stand was gekomen. Cloete liet op de plaats van een smalle gang, aan de achterzijde, een grootse eetzaal bouwen, verving de openslaande ramen door grotere schuiframen, verving het dak, zodat deze ook de nieuwe eetzaal zou overspannen, verhoogde de muren en liet in het midden van de voorgevel de huidige, monumentale siergevel bouwen (zie afbeelding rechts). Ook verhoogde hij het grondniveau voor het huis, waardoor de trap, die het huis van Van der Stel waarschijnlijk bezat, afgebroken kon worden, en kwamen de kelders gedeeltelijk onder de grond kwamen te liggen. Deze kelders werden overigens gebruikt voor opslag en als nestplaats voor gevogelte.
De gevel wordt ook aan Thibaut toegeschreven, hoewel de Kaaps-Hollandse stijl niet zijn voorkeur had. Het is een variatie op de halsgevel. In plaats van pilasters heeft de gevel een vooruitspringend middenpartij, die vanaf de grond tot de top loopt, bekroond met een gebogen timpaan, met bovenin aan weerszijden voluten. Kaapse 'halsgevels' als deze zijn allen kopieën van die van het huis in old Newlands, die op zijn beurt weer ontleend is aan het geveltype dat Philips Vingboons in Amsterdam in de zeventiende eeuw ontwikkelde. Omdat het dak van Groot Constantia zo hoog is, is de gevel twee keer zo hoog als normaal, waardoor er boven het venster een grote lege ruimte overbleef, die opgevuld is met een nis met daarin een allegorisch beeld van Overvloed, vrijwel zeker van de hand van Anreith, uit 1800 of kort daarna.

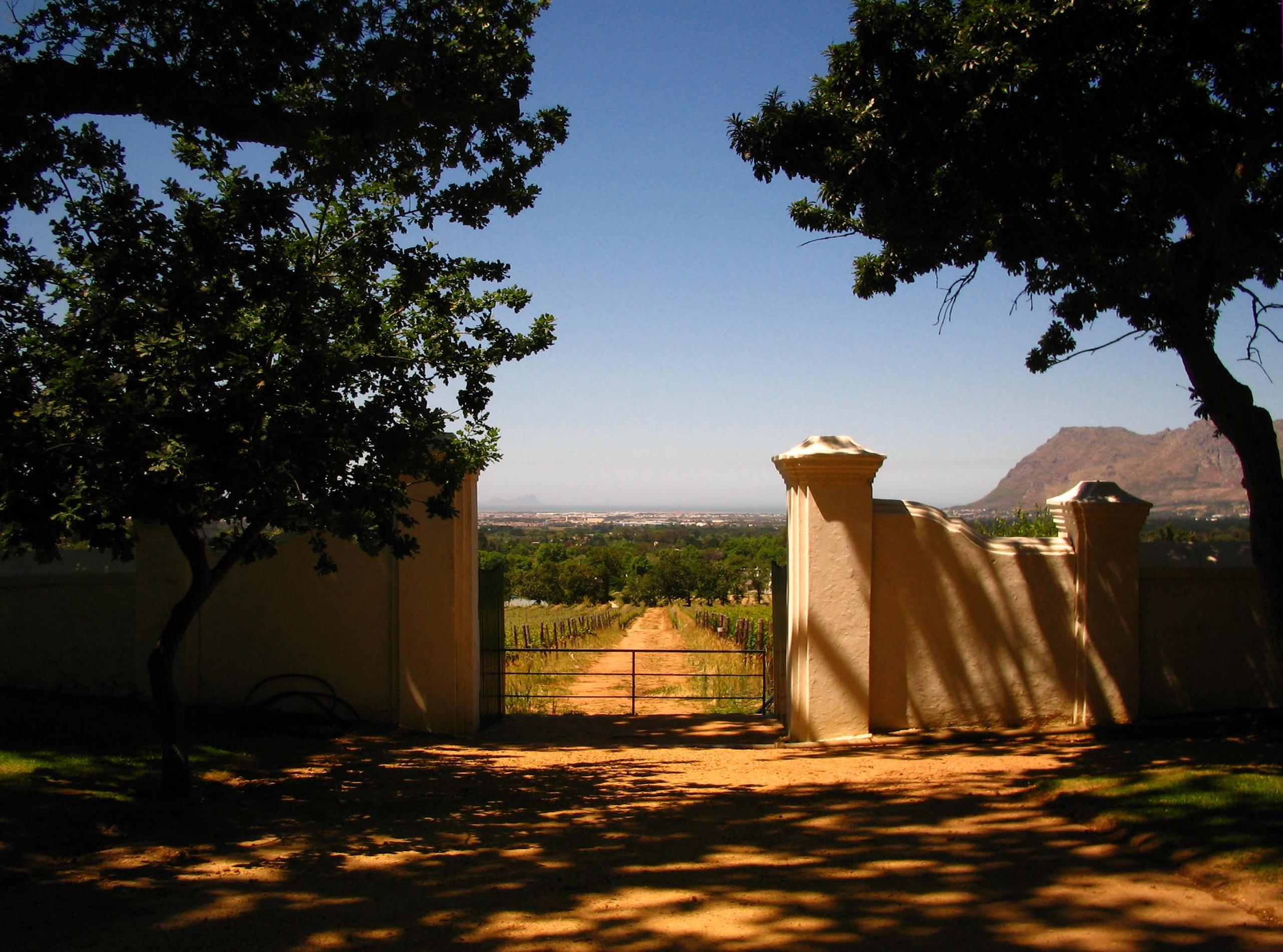
Toegang in de muur op Groot Constantia met zicht op de wijngaard en in de achtergrond Valsbaai. 2007. Foto.

Parallel aan de door eikenbomen omzoomde oprijlaan, die in lijn met de Constantiaberg lijkt te zijn aangelegd, bevinden zich stallen en het jonkershuis. Aan de andere kant bevindt zich alleen een muur, vermoedelijk om het uitzicht op Valsbaai te behouden (zie afbeelding links). De stallen en jonkershuis zijn een stuk eenvoudiger dan het hoofdhuis. Ook zijn ze niet aangetast door de brand in 1925. Het geveltype van deze gebouwen komt alleen in de Constantiavallei voor en worden in Nederland klokgevels genoemd.
Op het landgoed bevindt zich voorts ook een zwembad met een gevelachtige fontein met hierin een witgepleisterd, houten nisbeeld in de vorm van een Triton. Vermoedelijk is dit beeld afkomstig van een oud schip.
In 1885 werd het complex, via een openbare veiling, door de vierde opeenvolgende Cloete-eigenaar, aan de Kaapse regering verkocht. Vanaf dat moment werd de boerderij gebruikt om de wijnbouw te verbeteren. In de loop van de jaren zou Groot Constantia zo'n goede naam opbouwen dat de wijnen zelfs aan de Europese koningshuizen gedronken werd.

In 1925 werd het gebouw grotendeels door brand verwoest. Sinds 1993 behoort het gebouw toe aan de Groot Constantia Trust. In 1927 werd in het huis de verzameling van Alfred A. de Pass, bestaande uit onder andere Nederlandse en Engelse schilderijen, in Groot Constantia ondergebracht, en werd het huis opengesteld voor publiek. In de wynkelder is een klein wijnmuseum ingericht.

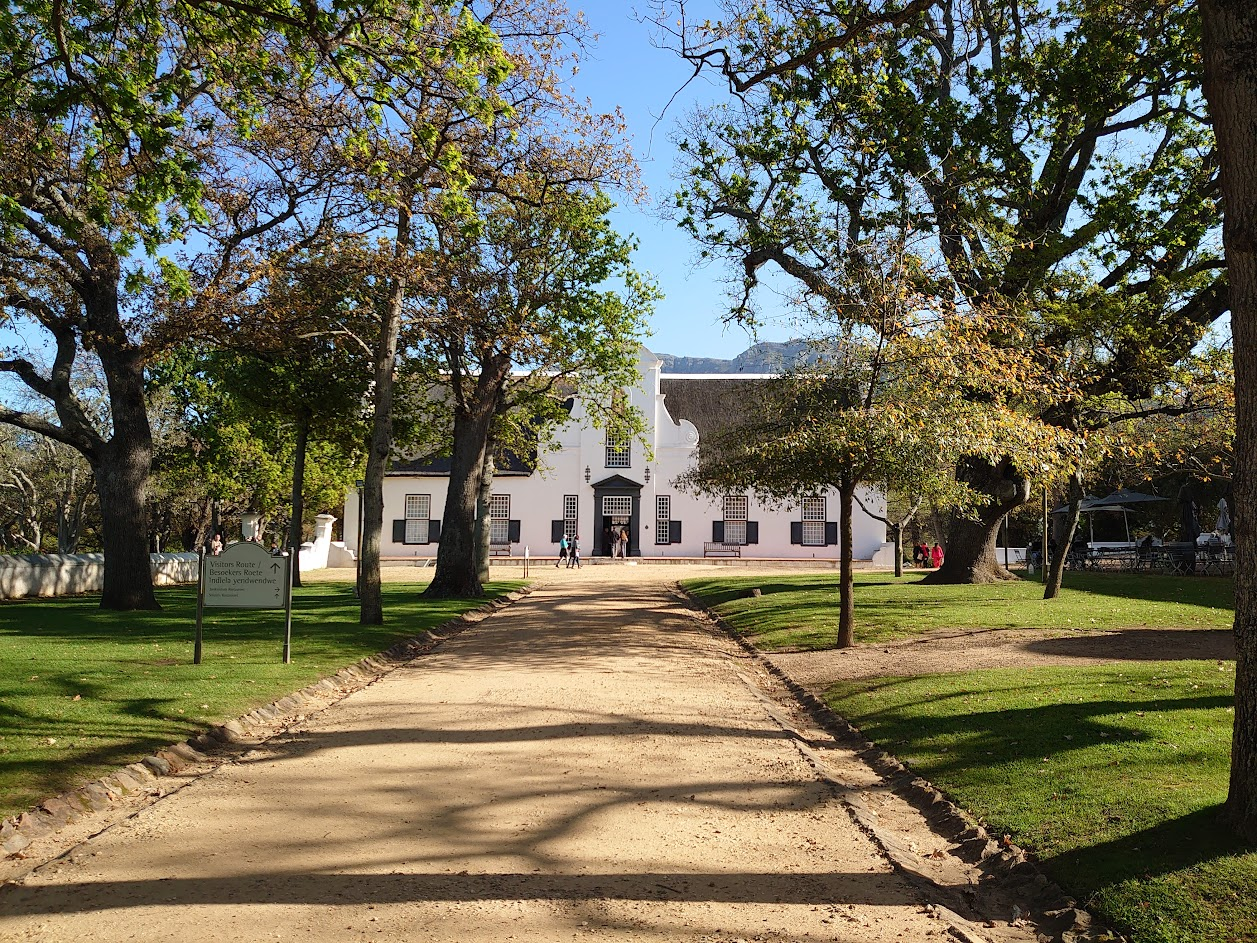
Groot Constantia Wine Estate

## Slavernij
Gedurende 150 jaar hebben op Groot Constantia slaven gewerkt. Tegen 1688 waren dat er al zo'n 22. De slaven die op Groot Constantia werkten werden gekocht van andere boerderijen of van Engelse schippers en kwamen meestal uit India, Indonesië en Madagaskar. Als hoge ambtenaren of kooplieden terugkeerden naar Nederland werden hun slaven verkocht of vrijgelaten. In 1834 schaften de Britten de slavernij in de Kaapkolonie af.